# Мет Грејнинг
Метју Абрам Грејнинг (енгл. Matthew Abram Groening; Портланд, 15. фебруар 1954) амерички је сценариста и продуцент. Познат је као аутор серија Симпсонови, Футурама и (Раз)очарано краљевство.

## Биографија
Рођен је 15. фебруара 1954. у Портланду. Има старију сестру Пети и старијег брата Марка, као и млађе сестре Лису и Меги. Мајка му је Маргарет, по народности Норвежанка, а отац Хомер, етнички Немац из Канаде.
Године 1986. оженио се Дебором Каплан с којом има двоје деце. Развео се 1999. године, а 2011. оженио аргентинском уметницом Агустином Пикасо с којом има седморо деце, као и дете из претходног брака Пикасове. Изјашњава се као агностик.